# الدويدار الصغير
الدويدار مجاهد الدين أيبك الدويدار الصغير، الملك مقدم جيش العراق في زمن أمير المؤمنين المستعصم إبان غزو التتار لبغداد. أحد الأبطال المذكورين والشجعان الموصوفين الذي كان يقول: «لو مكنني أمير المؤمنين المستعصم، لقهرت التتار، ولشغلت هولاكو بنفسه»، إلا أن خيانة ابن العلمقي أودت دون ذلك وسقطت بغداد. وقد وقال اين العلقمي عن مقتل الدويدار عندما خاطبه بعض أهل بغداد: «يا مولانا أنت فعلت هذا جميعه حمية، وحميت الشيعة، وقد قتل من الأشراف الفاطميين خلق لا تحصى، وارتكبت الفواحش مع نسائهم»، فقال: «بعد أن قتل الدوادار ومن كان على رأيه لا مبالاة بذلك».